# 11657 Antonhajduk
11657 Antonhajduk è un asteroide della fascia principale. Scoperto nel 1997, presenta un'orbita caratterizzata da un semiasse maggiore pari a 2,2892354 UA e da un'eccentricità di 0,1912741, inclinata di 2,54635° rispetto all'eclittica.